# 128062 Szrogh
128062 Szrogh è un asteroide della fascia principale. Scoperto nel 2003, presenta un'orbita caratterizzata da un semiasse maggiore pari a 3,0736353 au e da un'eccentricità di 0,1607790, inclinata di 13,89515° rispetto all'eclittica.
L'asteroide è dedicato all'architetto ungherese György Szrogh.